# Hunter (Dido)
Hunter è un singolo della cantante britannica Dido, pubblicato il 10 settembre 2001 come quarto estratto dal primo album in studio No Angel.
Il brano è stato scritto da Dido assieme al fratello Rollo Armstrong e prodotto da Dido e Rick Nowels.

## Video musicale
Il video del brano è stato girato da Matthew Rolston.

## Tracce
CD Maxi (Europa)
1. Hunter – 3:58
2. Hunter (Fk-ek Vocal Mix) – 7:01
3. Take My Hand (Rollo & Sister Bliss Remix) – 8:03

CD Singolo (Australasia)
1. Hunter – 3:54
2. Hunter (MJ Cole Mix) – 6:07
3. Hunter (FK-EK Vocal Mix) – 7:02
4. Take My Hand (Brothers In Rhythm Remix) – 8:50
5. Take My Hand (Rollo & Sister Bliss Remix) – 8:06

## Classifiche
| Classifica (2001-02) | Posizione massima |
| -------------------- | ----------------- |
| Australia            | 50                |
| Belgio (Fiandre)     | 57                |
| Belgio (Vallonia)    | 44                |
| Francia              | 45                |
| Irlanda              | 48                |
| Nuova Zelanda        | 28                |
| Paesi Bassi          | 73                |
| Regno Unito          | 17                |
| Svizzera             | 59                |